# 刘延陵
刘延陵（1894年—1988年），原名刘延福，小名福官，字苏观，笔名言林等，祖籍安徽旌德，后来在江苏泰兴落籍，是中国第一代的白话诗人，第一个介绍法国象征派的新诗及其理论至中国的诗人。后移居新加坡。

## 作品
他的诗作曾和周作人、朱自清、俞平伯、郭绍虞、叶圣陶、郑振铎、徐玉诺的诗作编为诗集《雪朝》。主要作品有现代诗《水手》、《竹》等。